# Kriegerdenkmal Althaldensleben (Erster Weltkrieg)

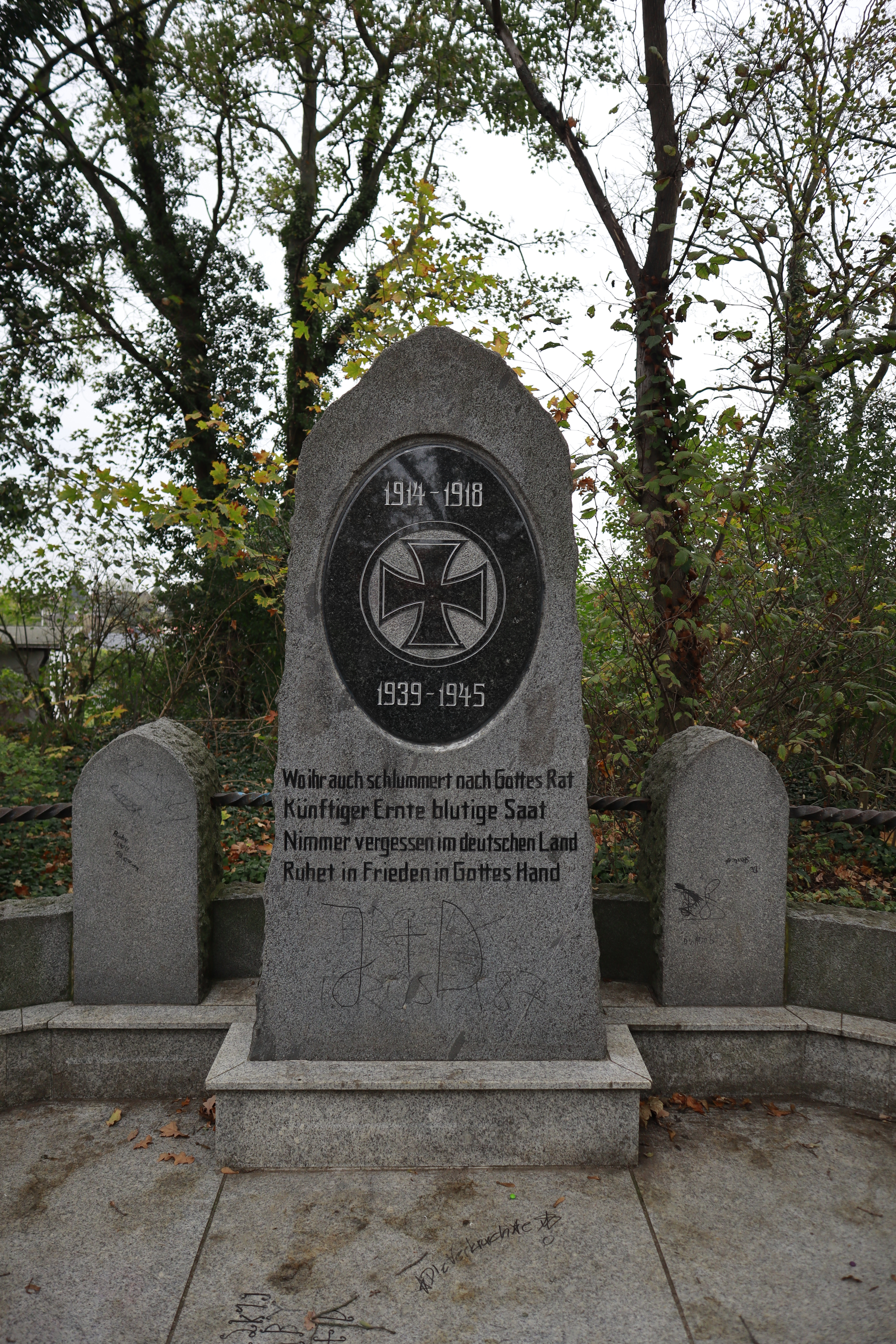

Das denkmalgeschützte Kriegerdenkmal im Ortsteil Althaldensleben der Stadt Haldensleben in Sachsen-Anhalt befindet sich an der Westseite der Kreuzung der Straßen Lindenallee, Waldstraße und Am Klosterpark.

## Geschichte
Das Denkmal wurde zum Gedenken an die Gefallenen des Ersten Weltkriegs aus Althaldensleben errichtet. Es wurde am 7. September 1924 geweiht. Der Platz wurde von dem damaligen Besitzer des ehemaligen Klostergutes, Hans von Mackensen, zur Verfügung gestellt. Das Denkmal wurde durch Spenden der Bevölkerung finanziert. Bis zum Ende des Zweiten Weltkriegs wurden hier regelmäßig Gedenkveranstaltungen durchgeführt. In der DDR-Zeit wurde es nicht mehr genutzt oder gepflegt. Nach 1993 wurde es wieder instand gesetzt.

## Gestaltung
Das Denkmal ist in Form einer Exedra angelegt. Mittig steht ein grob bearbeiteter Block mit Eisernem Kreuz und Denkspruch. Auf den Seitensteinen befanden sich die Namen der Gefallenen. Im örtlichen Denkmalverzeichnis ist das Denkmal unter der Erfassungsnummer 094 84411 als Baudenkmal eingetragen. Es wird dort als städtebaulich und gartengestalterisch interessante Anlage eingeordnet.